# Méphisto (film)
Pour les articles homonymes, voir Mephisto (film), Méphisto (comics) et Méphistophélès (homonymie).
Pour plus de détails, voir Fiche technique et Distribution.
Méphisto est un film français réalisé par Henri Debain et Georges Vinter, sorti en 1931.

## Synopsis
Le soir de son mariage avec Hilda Bergmann, fille d'un chimiste suédois le professeur Bergmann, le jeune et riche américain Willy Keanton est poignardé par un inconnu masqué. Celui-ci enlève Hilda qui est retrouvée un peu plus tard, par le comte Robert d'Arbel. L'inspecteur Jacques Miral, surnommé « le furet de la tour pointue » est chargé de l'enquête. Il découvre bientôt qu'un bandit international, Méphisto, cherche à s'approprier une formule de procédé contre les gaz asphyxiants, inventée par le professeur Bergmann. La lutte est dure entre Miral et l'insaisissable Méphisto. Monique Aubray, secrétaire de Keanton et fiancée de l'inspecteur, le romancier populaire Fortuné Bidon, les forains Nostradamus et le « dogue de Bordeaux » s'y trouvent mêlés.

## Fiche technique
- Film tourné en 4 épisodes
- Réalisation : Henri Debain, Georges Vinter (Nick Winter au générique)
- Superviseur : René Navarre
- Scénario, Adaptation, Dialogues : Arthur Bernède d'après son roman publié par le Petit Parisien
- Photographie : Julien Ringel, Julien Chamont, Paul-René Navarre
- Musique : Casimir Oberfeld
- Lyrics : Charles-Louis Pothier Vive les grosses dames
- Décors : Lucien Jaquelux
- Son : Louis Kieffer
- Société de production : Les Films Osso
- Pays de production :  France
- Format : Noir et blanc — 35 mm — 1,37:1 — Son : Mono
- Genre : Film dramatique, Film policier, Film à épisodes
- Durée : 134 minutes (2 h 14)
- Date de sortie :
  - France : 17 avril 1931

## Distribution
- Jean Gabin : Inspecteur Jacques Miral
- Janine Ronceray : Hilda Bergmann
- Lucien Callamand : Fortuné Bidon
- René Navarre : Professeur Bergmann & Méphisto
- Jacques Maury : Willy Keanton
- Gil Roland : Comte Robert d'Arbel
- André Marnay : Richard
- Alexandre Mihalesco : Nostradamus
- Fernand Godeau : Edouard, employé de Bergmann
- Paul Clerget : Dr. Cornelius
- Jean-Marie de l'Isle : le juge d'instruction
- Louis Zellas : le « dogue de Bordeaux », assistant de Nostradamus
- Viviane Elder : Monique Aubray, la secrétaire amie de Miral
- Hélène Terpse : la femme X
- Mathilde Alberti : Madame Palmarède, la mère de Fanny
- France Dhélia : Fanny, dite Fanoche, assistante de Nostradamus

Non créditées :
- Milly Mathis : la cliente du Télégraphe
- Blanche Estival

## Titre des chapitres ("épisodes")
1. La mariée d'un jour
2. Le furet de la tour pointue
3. Les forains mystérieux
4. La revanche de l'amour
5. Epilogue

## Autour du film
- Outre ce film, la comédienne Hélène Terpse est apparue dans un film muet de 1922, La Conquête des Gaules de Marcel Yonnet et Yan B. Dyl.
- Ce film a été restauré par Lobster Films avec le soutien du Centre National du Cinéma[réf. souhaitée].
- Monté comme un film, le tournage et les cartons font penser à un 'serial' : ainsi un dialogue est montré une deuxième fois ("Tu as fait le nécessaire auprès du pilote ?", "Il a fumé la cigarette" (00:42:23 et 00:44:29)) à l'occasion du résumé du premier chapitre.